# Mihaela Panait
Mihaela Sadoveanu-Panait (ur. 10 grudnia 1986) – rumuńska zapaśniczka walcząca w stylu wolnym. Zajęła dziewiąte miejsce na mistrzostwach świata w 2006. Brązowa medalistka mistrzostw Europy w 2005; piąta w 2006. Trzecia na MŚ juniorów w 2006 roku.